# Главная бухгалтерская книга
Главная книга (главная бухгалтерская книга, гроссбух (нем. großbuch — «главная книга»)) — сводный документ, в котором представлены итоговые данные по бухгалтерским отчётам и счетам. Главная бухгалтерская книга ведётся на основании бухгалтерских книг и содержит всю информацию о финансовом положении компании. Бухгалтерская книга является официальным документом, в котором отражаются статьи баланса, покупаемые и продаваемые товары, источники доходов и расходов. Фактически, в бухгалтерских книгах фиксируются все хозяйственные операции.

## Определение
Согласно ЭСБЕ главная книга — это торговая книга, которую обязаны были по закону вести купцы, производящие оптовую торговлю, в том числе банкиры, оптовые негоцианты, импортеры и экспортеры, комиссионеры. В ней содержались отдельные счета по всем оборотам торговли: счёт собственного капитала и имущества недвижимого и движимого; счёт долгов и требований; счёт товаров; счёт кассы; счёт торговых расходов; счёт домашних расходов; счёт прибыли и убытка и т. д. Главная книга должна была вестись так, чтобы из неё можно было видеть общее состояние дел купца.
В БСЭ (1-е издание) главная книга — это счётная книга, в которой велись отдельные счета для записи операций с активами и пассивами хозяйства. Номенклатура счетов главной книги устанавливалась специальными распоряжениями регулирующих органов и являлась обязательной для всех предприятий.

## Главная книга в СССР
В 1940-х годах распоряжением НКТорга СССР была установлена для всех торговых предприятий обязательная номенклатура, состоящая из 68 счетов основного баланса и 14 счетов дополнительного баланса; для государственных административных учреждений установлена номенклатура, состоящая из 40 основных счетов для учреждений, находящихся на госбюджете, и из 39 счетов для учреждений, находящихся на местном бюджете.
Записи по счетам главной книги производились:
- описательным способом (указывался другой счёт главной книги и отмечалась записываемая операция с кратким изложением этой операции);
- синоптическим способом (указывался другой счёт главной книги и отмечалась записанная операция без пояснений).

При записи в дебет счёта указывался тот счёт, в котором одновременно эта же операция отмечалась в кредите; при записи в кредит счёта приводилось название того счёта, в который одновременно вносилась запись этой же операции в дебете. К каждому счёту главной книги имелась особая вспомогательная книга, в которой велись все подробности операций, записанных в главной книге.
Если учёт вёлся в карточной форме, то главная книга представляла собой группу карточек, каждая из которых являлась особым счётом. Все карточки, заменяющие счета, помещались в главную картотеку.

## Главная книга в Российской Федерации
Форма «Главной книги» утверждена лишь для государственных (муниципальных) учреждений в качестве регистра бюджетного учёта. Ведение «Главной книги» учреждениями регламентировано советскими инструкциями.
Форма «Главной книги» для коммерческих организаций не утверждена, однако Минфином России рекомендовано применение «Главной книги» в качестве регистра бухгалтерского учёта. Поэтому организации самостоятельно разрабатывают и утверждают форму «Главной книги» согласно п. 4 ПБУ 1/2008.
При ведении журнально-ордерной формы бухгалтерского учёта «Главная книга» открывается на год и используется для обобщения данных из журналов-ордеров, взаимной проверки правильности произведенных записей по отдельным счетам и для составления бухгалтерского баланса. На каждый лист отводится один или два листа. В «Главной книге» показывается начальное сальдо, текущие обороты и конечное сальдо по каждому синтетическому счёту. Обороты по кредиту каждого синтетического счёта отражаются одной записью, а обороты по дебету — в корреспонденции с кредитуемыми счетами. Суммы дебетовых и кредитовых оборотов, а также дебетовых и кредитовых сальдо по всем счетам должны быть соответственно равны. После перенесения итоговых данных из всех журналов-ордеров в «Главную книгу» в ней выявляются данные по дебету каждого счёта.